# Megantereon
Megantereon es un género extinto de felino dientes de sable perteneciente a la subfamilia Machairodontinae. Este mamífero tenía un tamaño similar al leopardo actual, pero era más robusto y musculoso, y poseía unos colmillos superiores alargados y ligeramente curvos que pudo emplear en la caza de presas tipo mastodonte. Vivió en Eurasia, África y Norteamérica desde el Mioceno Superior hasta el Pleistoceno Medio.

## Origen y distribución
A día de hoy no existe consenso entre los científicos sobre el lugar de origen de este género. Se tienen evidencias fidedignas de su presencia en África desde hace 3,6 millones de años, durante el Plioceno medio, pero existen restos asiáticos de dudosa clasificación que podrían adelantar su existencia hasta el Mioceno. En Norteamérica los restos más antiguos conocidos datan de unos 4,5 Ma, pero algunos autores no consideran este registro perteneciente al género Megantereon. En Europa el registro más antiguo del género data, según autores, entre 3,5 y 2,5 Ma. Este género es considerado por algunos el ancestro de Smilodon.

## Taxonomía

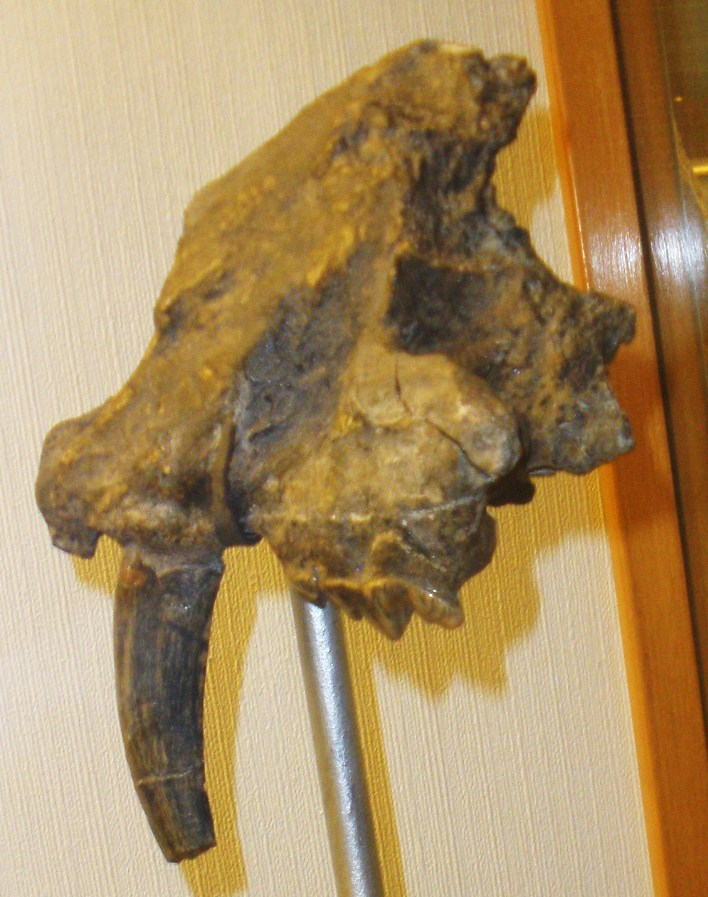
Megantereon cultridens

Tampoco existe unanimidad en lo referente al número de especies de Megantereon, por lo que los registros existentes son clasificados en especies o subespecies diversas:
- Megantereon cultridens: Para algunos autores es la única especie del género, la cual poseería 3 (o 4) subespecies. Para otros autores que afirman la existencia de varias especies de Megantereon, M. cultridens existió solamente en Europa durante el Pleistoceno temprano y, según otros autores, también durante el Plioceno inferior africano y el Plioceno superior y primera mitad del Pleistoceno asiático. Algunos científicos asignan a esta especie los restos norteamericanos del Plioceno inferior.
- Megantereon falconeri: Habitó Asia desde el Plioceno superior hasta el Pleistoceno medio. Algunos autores lo consideran una subespecie asiática de M. cultridens (M. c. nihowanensis).
- Megantereon whitei: Existió en África en el Plioceno superior y el Pleistoceno inferior. Algunos autores incluyen en esta especie los restos europeos del Pleistoceno inferior.
- Megantereon megantereon: Considerado generalmente una subespecie asiática de M. cultridens (M. c. nihowanensis).
- Megantereon nihowanensis: Considerado por algunos autores como un sinónimo de M. falconeri o como una subespecie asiática de M. cultridens (M. c. nihowanensis).
- Megantereon hesperus: Especie norteamericana que algunos científicos clasifican como M. cultridens.
- Megantereon inexpectatus: Considerado por algunos autores como un sinónimo de M. falconeri o de M. cultridens.
- Megantereon gracile: Considerado por algunos autores como un sinónimo de M. whitei.
- Megantereon eurynodon: Considerado por algunos autores como un sinónimo de M. whitei.
- Megantereon sivalensis: Especie del subcontinente indio considerada por muchos autores un sinónimo de M. falconeri y por otros una subespecie asiática de M. cultridens (M. c. nihowanensis).
- Megantereon ekidoit: Considerado por algunos autores como ejemplares africanos de M. whitei.
- Megantereon lantianensis está representado por una sola mandíbula.